# Burke Byrnes
Pour les articles homonymes, voir Byrnes.
Burke Byrnes est un acteur américain, né le 9 décembre 1937 à Oceanside, Long Island (États-Unis).

## Filmographie
- 1972 : Gidget Gets Married (en) (TV) d'E. W. Swackhamer : Ministre
- 1972 : Les flics ne dorment pas la nuit (The New Centurions) de Richard Fleischer : Phillips
- 1972 : Thumb Tripping : Jack
- 1973 : Class of '63 (TV) : Second Alumnus
- 1973 : Scorpio de Michael Winner : Morrison
- 1974 : L'Homme terminal (The Terminal Man) de Mike Hodges : Benson's Guard
- 1975 : Racolage (Hustling) (TV) : Conducteur de bus
- 1976 : En route pour la gloire (Bound for Glory) de Hal Ashby : Mr. Graham (conducting Coconaut Grove auditions)
- 1977 : Touche pas à mon gazon (Fun with Dick and Jane) de Ted Kotcheff : Roger
- 1977 : The Strange Possession of Mrs. Oliver (TV) : Bartender at Beach
- 1977 : The Trial of Lee Harvey Oswald (en) (TV)
- 1977 : The Night They Took Miss Beautiful (en) (TV) : Barney Jessup
- 1978 : Cindy (en) (TV) : Swearing-in officer
- 1978 : A Different Story (en) de Paul Aaron : Richard II
- 1979 : Prophecy - Le monstre (Prophecy) de John Frankenheimer : le père
- 1979 : Tueurs de flics (The Onion Field) d'Harold Becker : CHP Officer Odom
- 1979 : Elle (10) de Blake Edwards
- 1979 : Meteor de Ronald Neame : Coast Guard officer
- 1979 : La Petite Maison dans la prairie (The House on the Prairie) (Série TV) saison 5, épisode 14 (Le téléphone (The godsister) ) : Watkins
- 1980 : Il était une fois un espion (Once Upon a Spy) (TV) : Burkle
- 1982 : Mae West (TV) : Withers
- 1982 : Y a-t-il enfin un pilote dans l'avion ? (Airplane II: The Sequel) de Ken Finkleman : Businessman #2
- 1983 : Missing Pieces (TV) : 2d Man Hood
- 1983 : Private School (en) de Noel Black : Mr. Ramsay
- 1984 : Welcome Home, Jellybean (nl) (TV) : Ted Oxley
- 1984 : Flight 90: Disaster on the Potomac (en) (TV) : Senior First Officer
- 1985 : Dallas (feuilleton TV) : Pete Adams
- 1985 : Le Jeu du faucon (The Falcon and the Snowman) de John Schlesinger : U.S. Customs Official
- 1985 : Space (en) (feuilleton TV) : Agent du FBI
- 1985 : Délit de fuite (en) (Love on the Run) de Gus Trikonis (Téléfilm) : Melvin Small
- 1986 : L'Affaire Chelsea Deardon (Legal Eagles) d'Ivan Reitman : Second Capitaine
- 1986 : Witchboard de Kevin Tenney : Lt. Dewhurst
- 1986 : Capitol (série TV) : Dr Franklin
- 1988 : Le Petit Dinosaure et la Vallée des merveilles (The Land Before Time) de Don Bluth : Daddy Topps (voix)
- 1990 : Une trop belle cible (Catchfire) de Dennis Hopper (sous le nom de Alan Smithee) : Fed #1
- 1990 : The Last of the Finest John Mackenzie : Commandant Orsni
- 1990 : Air America de Roger Spottiswoode : Recruteur
- 1990 : Filofax (Taking Care of Business) d'Arthur Hiller : Gardien de prison
- 1990 : La mort sera si douce (After Dark, My Sweet) de James Foley : Cop
- 1991 : Daughters of Privilege (TV) : Elkay Hibbard
- 1991 : Chucky 3 (Child's Play 3) de Jack Bender : Sgt. Clark
- 1991 : La P'tite Arnaqueuse (Curly Sue) de John Hughes : Dr Maxwell
- 1993 : Robot Wars (en) d'Albert Band : Technicien
- 1994 : Illusions blessées (en) (Moment of Truth: Cradle of Conspiracy) (TV) : Officier Otis